# Calyptocarpus
Calyptocarpus é um género botânico pertencente à família Asteraceae.

## Espécies
- Calyptocarpus vialis